# Bergmyrtjärnen (Brunflo socken, Jämtland, 699842-145867)
Bergmyrtjärnen är en sjö i Östersunds kommun i Jämtland som ingår i Ljungans huvudavrinningsområde.